# Groix
Groix (Franska: Île de Groix, Bretonska: Enez Groe) är en kommun och ö i departementet Morbihan, Bretagne i nord-västra Frankrike. Ön är 7 km lång, 3 km bredd med en yta på 15 km² och antalet bofasta är 2 308 (2022). Groix ligger några kilometer utanför staden Lorient och flera färjor går varje dag mellan ön och staden.
Samhällen består av några byar samt huvudorten Saint Tudy . Den norra kusten är hög och består mest av klippor medan den södra kusten är mer grund.

## Befolkningsutveckling
Antalet invånare i kommunen Groix
| Referens: INSEE |